# Mały Klaus i duży Klaus
Mały Klaus i duży Klaus, także Duży Maciek i Mały Maciek (duń. Lille Claus og store Claus) – baśń literacka autorstwa Hansa Christiana Andersena, wydana po raz pierwszy w 1835 roku.

## Publikacja
Baśń o Małym Klausie i dużym Klausie została opublikowana przez wydawnictwo C.A. Reitzel w Kopenhadze 8 maja 1835 roku w zbiorze „Bajki opowiedziane dla dzieci. Pierwsza kolekcja. Pierwsza broszura. 1835” (duń. Eventyr, fortalte for Børn. Første Samling. Første Hefte. 1835) wraz z Kwiatami małej Idy, Księżniczką na ziarnku grochu oraz Krzesiwem.
Historia opowiedziana w baśni przypomina motywy znane z nordyckich opowieści. Pisząc baśnie Hans Christian Andersen inspirował się historiami z duńskiego folkloru, co było typowe dla jego twórczości.

## Polskie tłumaczenia
- 1928 – „Duży Maciek i Mały Maciek” Franciszek Mirandola (tłum.): Książę Świniarek oraz inne bajki. Warszawa: Księgarnia Literacka, s. 35-58.
- 1955 – „Mały Klaus i duży Klaus” Helge Kühn-Nielsen (ilustr.): Mały Klaus i duży Klaus. Kopenhaga. Brak numerów stron w książce
- 2013 – „Mały Klaus i duży Klaus” Izabela Krzywicka (tłum.): Mały Klaus i duży Klaus i inne baśnie. Wierzchy Parzeńskie: P.H.W. Fenix. ISBN 978-83-63687-39-7. Brak numerów stron w książce (tłum. z ang.)

## Fabuła
W miasteczku żyje dwóch Klausów: bogatszy, mający cztery konie, nazywany dużym Klausem oraz ubogi, mający jednego konia, nazywany małym Klausem. Mały Klaus musi orać dla dużego Klausa przez cały tydzień i pożyczać mu swojego konia, co odzwierciedla nierówność ich pozycji. W zamian duży Klaus pomaga małemu Klausowi, pozwalając mu korzystać ze swoich koni tylko w niedzielę, co podkreśla ich zależność. W niedzielę mały Klaus prowadzi pięć koni, czując się dumnie, i krzyczy: „Hej, wszystkie moje konie!”, co złości dużego Klausa. Duży Klaus ostrzega małego, by nie powtarzał tych słów, grożąc zabiciem jego konia, ale mały Klaus, zapominając o ostrzeżeniu, mówi to ponownie, gdy ludzie przechodzą obok. W złości duży Klaus zabija konia małego Klausa.
Mały Klaus, chcąc zarobić, zdejmuje skórę z zabitego konia, suszy ją i pakuje do worka, by sprzedać w miasteczku. W drodze gubi się w ciemnym lesie. Noc zapada, zanim dociera do celu. Zatrzymuje się u farmera, ale żona farmera odmawia mu noclegu, ponieważ jej mąż jest nieobecny. Mały Klaus śpi na dachu szopy i przez okno widzi, jak żona farmera i kościelny jedzą posiłek, składający się z wina, pieczeni i ryby. Gdy farmer wraca, żona ukrywa kościelnego w dużym kufrze, a jedzenie w piecu, bo farmer nie znosi widoku kościelnego. Mały Klaus, głodny, robi hałas swoim workiem, udając, że zawiera czarodzieja, który mówi, że w piecu jest jedzenie. Farmer wierzy w to i otwiera piec, znajdując ukryte jedzenie. Mały Klaus kontynuuje oszustwo, mówiąc, że magik może pokazać diabła, który wygląda jak kościelny, co przeraża farmera. Farmer kupuje worek, myśląc, że zdobędzie wieszczka. Mały Klaus pozwala kościelnemu wyjść ze skrzyni, a ten, by uniknąć problemów, daje małemu Klausowi dodatkowe pieniądze.
Duży Klaus, widząc bogactwo małego Klausa, myśli, że zdobył je, sprzedając skórę konia, i postanawia zrobić w ten sam sposób. Zabija swoje cztery konie, zdejmuje ich skóry i próbuje sprzedać je w miasteczku, żądając worka pieniędzy za każdą, ale mieszkańcy, uważając go za szaleńca, biją go i wyganiają. W złości duży Klaus próbuje zabić małego Klausa, ale przez pomyłkę zabija jego babcię. Mały Klaus, mimo smutku, sprzedaje ciało babci karczmarzowi, udając, że to wypadek.
Duży Klaus, naśladując małego Klausa, zabija własną babkę i próbuje sprzedać jej ciało, ale aptekarz i mieszkańcy reagują z oburzeniem, uznając go za szaleńca, i odsyłają go. Wściekły, duży Klaus postanawia utopić małego Klausa, wkładając go do worka i niosąc do rzeki. Po drodze zatrzymuje się w kościele, by posłuchać hymnu, a mały Klaus, będąc w worku, oszukuje starego pasterza krów, który przechodzi obok. Mały Klaus proponuje pasterzowi, by ten wszedł do worka, obiecując, że dostanie się szybko do nieba, i pasterz zgadza się. Duży Klaus, nieświadomy zamiany, rzuca worek z pasterzem do rzeki, myśląc, że to mały Klaus, i pasterz tonie. Uwolniony mały Klaus przejmuje krowy pasterza i staje się jeszcze bogatszy. Gdy duży Klaus spotyka małego Klausa z krowami, myśli, że te pochodzą z rzeki, i prosi, by mały Klaus rzucił go do rzeki w worku, by też mógł zdobyć krowy. Mały Klaus zgadza się, wkłada dużego Klausa do worka, dodaje kamień dla pewności, i rzuca go do rzeki, gdzie duży Klaus tonie. Mały Klaus wraca do domu bogaty, z krowami pasterza, kończąc historię jako zwycięzca.

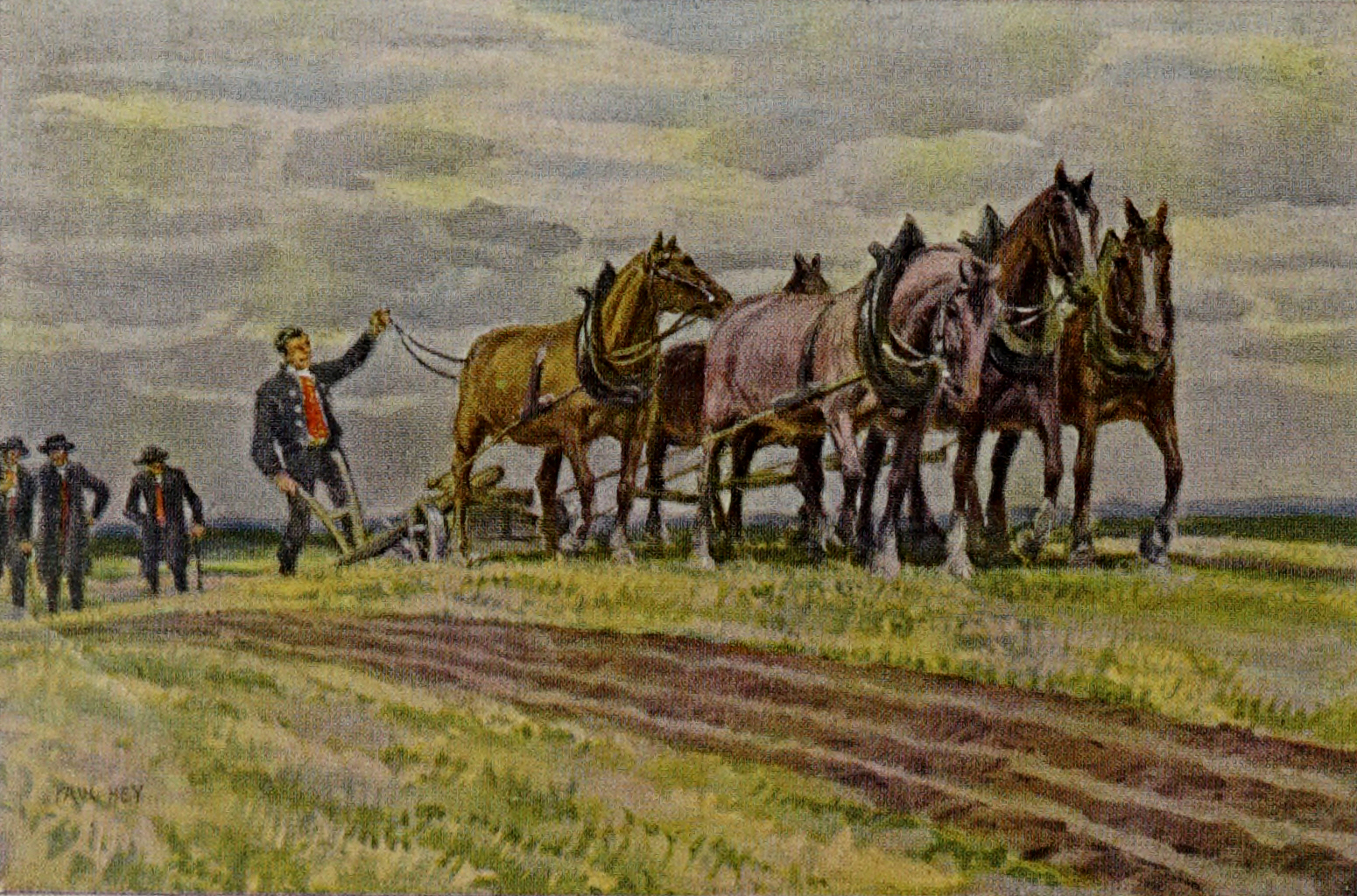
„W niedzielę”
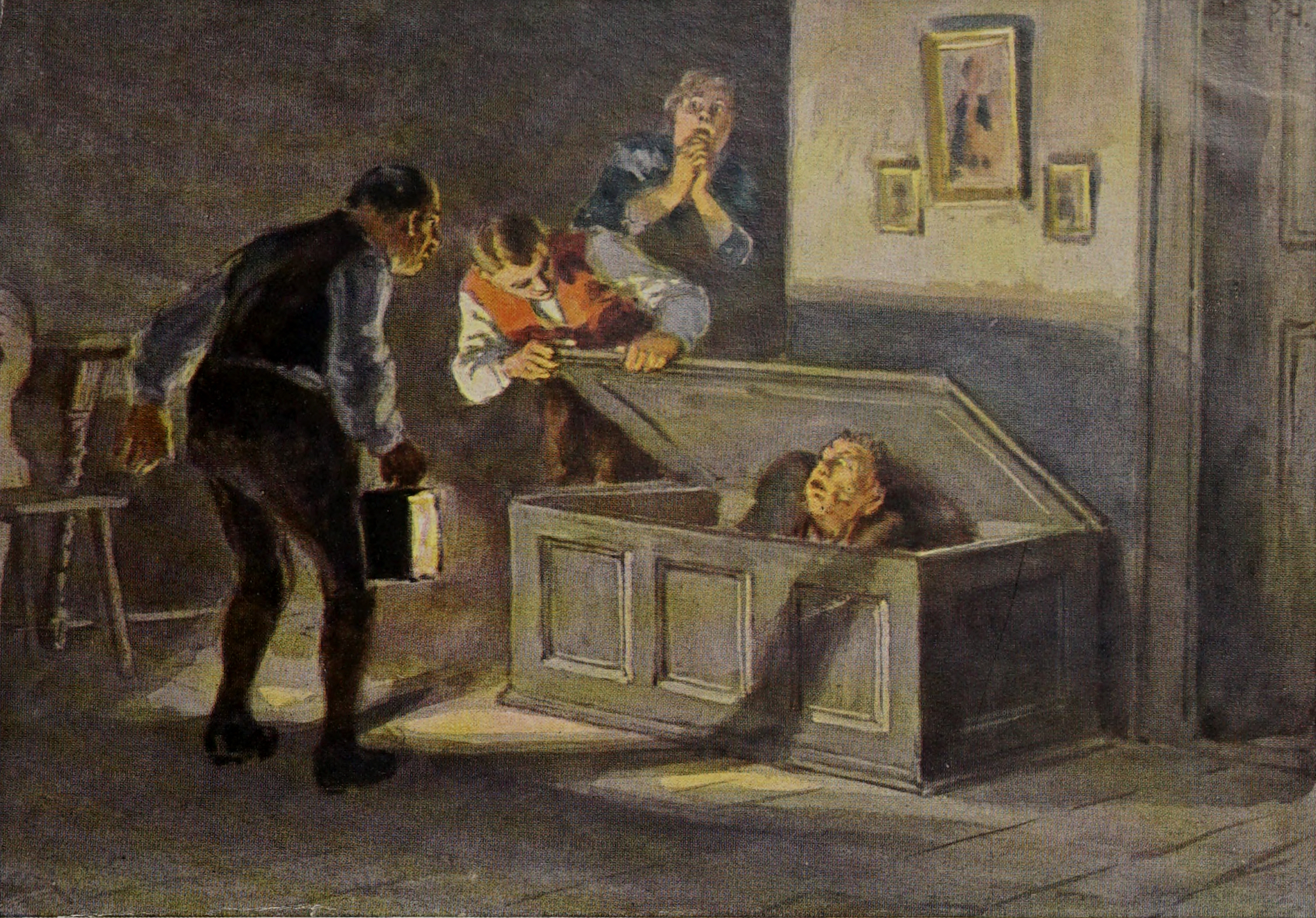
„W domu farmera”
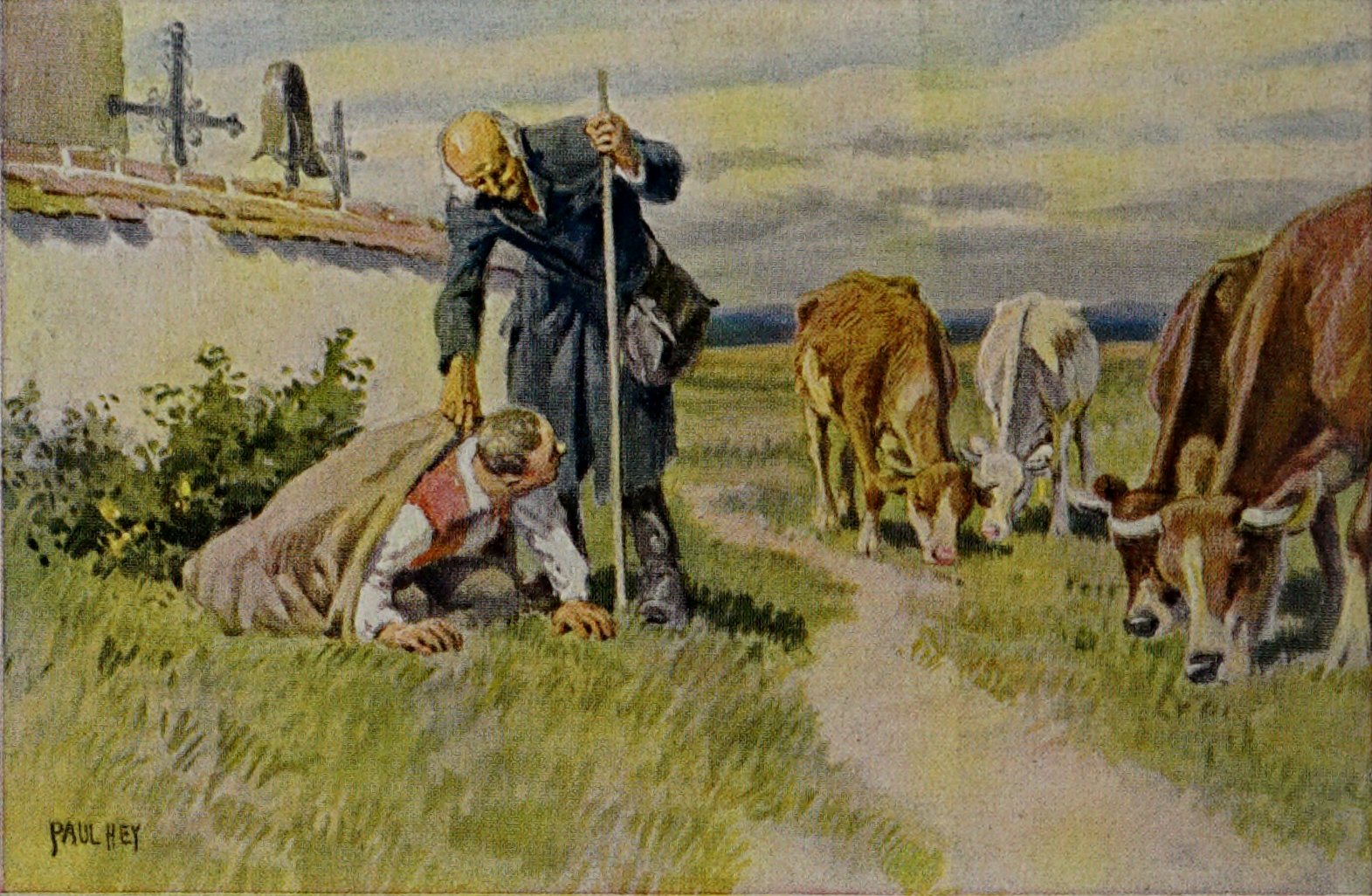
„Pasterz krów”

## Adaptacje
- 1964 – Le petit Claus et le grand Claus, ponadgodzinny film telewizyjny w reżyserii Pierre’a Préverta[4]
- 2005 – Little Claus & Big Claus, film kostiumowy w reżyserii Jamesa Rickera[5]
- 2006 – Little Claus and Big Claus, film kostiumowy w reżyserii Ross Birkbeck[6]